# Татарский Тансар
Тата́рский Тансар (тат. Татар Таңсары) — деревня в Агрызском районе Республики Татарстан России. Входит в состав Сарсак-Омгинского сельского поселения.

## Географическое положение
Деревня находится в Восточном Предкамье, на речке Сарсак, на расстоянии 37 км по автодорогам к юго-западу от Агрыза и на расстоянии 6 км по автодорогам к северо-западу от центра поселения, в 2 км к востоку от административной границы с Удмуртией.
Деревня Татарский Тансар, как и весь Татарстан, находится в часовой зоне МСК (московское время). Смещение применяемого времени относительно UTC составляет +3:00.

## История
По сведениям 1802 года, в деревне Шырскал на речке Тансарино тож в 8 дворах проживало 32 души мужского пола ясачных татар.
В «Списке населённых мест Российской империи», в 1859 году населённый пункт упомянут как казённая деревня Диди-Шуран (Танцары, поч. Совинской) 2-го стана Елабужского уезда Вятской губернии, при речке Черсаке, расположенная в 81 версте от уездного города Елабуга. В деревне насчитывалось 17 дворов и проживало 120 жителей, была мельница.
По сведениям 1887 года, в деревне Татарскій Таксаръ в 20 дворах проживало 127 жителей, были мектеб, мельница.
С 1927 года (кроме 1963—1964 годов) — в Агрызском районе Татарстана.

## Население
| 1763 | 1859 | 1887 | 1905 | 1920 | 1926 | 1938 | 1958 | 1970 | 1989 | 2002 | 2010 | 2015 |
| ---- | ---- | ---- | ---- | ---- | ---- | ---- | ---- | ---- | ---- | ---- | ---- | ---- |
| 28   | 120  | 127  | 176  | 246  | 257  | 295  | 173  | 152  | 92   | 48   | 39   | 38   |

Национальный состав
Согласно результатам переписи 2002 года, в национальной структуре населения татары составили 88 %.

## Инфраструктура
Имеются фельдшерский пункт и магазин.
В деревне две улицы — Нагорная и Подгорная.

### Комментарии
1. ↑  Расстояние измерено с помощью инструментария Яндекс.Карты
2. ↑  Душ мужского пола